# Кураш Орест Іванович
Орест Іванович Кураш (10 жовтня 1935, с. Оріхівці поблизу м. Перемишля, Польща — 5 листопада 2006, Львів, Україна) — український хормейстер, громадський діяч, заслужений діяч мистецтв України (з 1989).

## Біографія
1945 року разом з батьками та родиною був змушений залишити рідні землі, які після Другої світової війни відійшли до Польщі.
Навчався у середній школі села Сокільники (тепер — Львівського району Львівської області), Львівському музично-педагогічному училищі (клас заслуженого артиста України Євгена Вахняка) та 1953—1958 у Львівській консерваторії (спеціальність «диригування»; клас професора, народного артиста України Миколи Колесси та доцента, заслуженого артиста України Володимира Василевича).
- 1958—1965 та 1980—1986 — головний хормейстер, 1986—2006 — хормейстер Львівського театру опери та балету імені Івана Франка (тепер — Львівський національний академічний театр опери та балету імені Соломії Крушельницької).
- 1959—1975 — керівник хору школи-інтернату № 9 м. Львова.
- 1963—1967 — керівник хорового гуртка школи-інтернату № 2 м. Львова.
- 1967—1970 — викладач диригентсько-хорових дисциплін Львівського музично-педагогічного училища.
- Організатор і керівник хору творчої молоді (1960) і хору учителів та сільської інтелігенції (1970) села Сокільники.
- 1971 — художній керівник народного ансамблю пісні і танцю «Веселка» Будинку культури с. Жовтневого Залізничного району м. Львова.
- 1971—1978 — керівник ансамблю пісні і танцю «Верховина» м. Львова.
- 1998—2006 — голова Галицького міського відділення Всеукраїнського Об'єднання Ветеранів.

Помер у Львові. Похований у Сокільниках.
- Член Спілки театральних діячів України (з 1990)
- Член Народного Руху України (з 1995)
- Ветеран праці (1998).

## Першопрочитання вистав
Як хормейстер здійснив першопрочитання вистав:
- «Лісова пісня» (1958) та «Тіні забутих предків» (1960) В. Кирейка
- «Украдене щастя» Ю. Мейтуса (1960)
- «Олеська балада» Б. Янівського (1986)

## Вистави

Орест Кураш (праворуч) і Микола Колесса. Львів, 16 листопада 1995

- «Запорожець за Дунаєм» С. Гулака-Артемовського
- «Наталка Полтавка», «Тарас Бульба» М. Лисенка
- «Аїда», «Бал-маскарад», «Отелло», «Ріґолєтто», «Травіата», «Трубадур» Дж. Верді
- «Фауст» Ш. Ґуно
- «Іван Сусанін» М. Глінки
- «Борис Годунов», «Хованщина» М. Мусоргського
- «Князь Ігор» О. Бородіна
- «Євгеній Онєгін», «Пікова дама» П. Чайковського

Заслужений діяч мистецтв України Орест Кураш

- «Галька» С. Монюшка
- «Кармен», «Шукачі перлів» Ж. Бізе
- «Сільська честь» П. Масканьї
- «Паяци» Р. Леонкавалло
- «Богема», «Тоска» Дж. Пуччіні
- «Війна і мир» С. Прокоф'єва
- «Дні революції» М. Кармінського
- «Золотий обруч» Б. Лятошинського
- «Назар Стодоля» К. Данькевича
- «Створення світу» А. Петрова

та ін.